# Hyboella brevipennis
Hyboella brevipennis är en insektsart som beskrevs av Deng, W.-a., Z. Zheng och S.-z. Wei 2007. Hyboella brevipennis ingår i släktet Hyboella och familjen torngräshoppor. Inga underarter finns listade i Catalogue of Life.